# Comuna Rudkøbing
Rudkøbing (Rudkøbing Kommune) a fost o comună din comitatul Fyns Amt, Danemarca, care a existat între anii 1970-2006. Comuna avea o suprafață totală de 62,94 km² și o populație de 6.647 de locuitori (în 2006), iar din 2007 teritoriul său face parte din comuna Langeland.
1. ↑  Danske borgmestre 1970-2018 (PDF)